# Sauk Centre
La ville américaine de Sauk Centre est située dans le comté de Stearns, dans l’État du Minnesota. Lors du recensement de 2010, elle comptait 4 317 habitants.

## Personnalité liée à la ville
Sinclair Lewis est né à Sauk Centre en 1885. La ville est décrite, sous le nom de Gopher Prairie, sans son roman Main Street publié en 1922 et qui est considéré un classique de la littérature américaine. Même si la description de Lewis est peu flatteuse, la ville a récupéré l'héritage lié à sa personnalité la plus célèbre, en transformant la maison natale de l'auteur en musée et en nommant une rue en son honneur.

## Source
- (en) Cet article est partiellement ou en totalité issu de l’article de Wikipédia en anglais intitulé « Sauk Centre, Minnesota » (voir la liste des auteurs).